# Galbarros
Galbarros és un municipi de la província de Burgos a la comunitat autònoma espanyola de Castella i Lleó. Forma part de la comarca de La Bureba. Limita al nord amb Rublacedo de Abajo i Rojas, a l'est amb Salinillas de Bureba, Briviesca i Reinoso, al sud amb Monasterio de Rodilla, Santa Olalla de Bureba, Quintanavides i Castil de Peones, i a l'oest amb Monasterio de Rodilla.

## Demografia
| 2001 | 2002 | 2003 | 2004 | 2005 | 2006 | 2007 | 2008 | 2009 | 2010 | 2011 | 2012 | 2013 | 2014 | 2015 | 2016 | 2017 | 2018 | 2019 | 2020 | 2021 | 2022 | 2023 | 2024 |
| 34   | 32   | 32   | 31   | 33   | 32   | 33   | 32   | 28   | 27   | 30   | 30   | 29   | 28   | 29   | 31   | 30   | 29   | 29   | 30   | 30   | 29   | 29   | 27   |